# Bảo tàng Vùng Wieluń ở Wieluń
Bảo tàng Vùng Wieluń ở Wieluń (tiếng Ba Lan: Muzeum Ziemi Wieluńskiej w Wieluniu) là một bảo tàng tọa lạc tại số 13 phố Narutowicz, Wieluń, Ba Lan.

## Lịch sử
Lễ khai trương Bảo tàng Vùng Wieluń đầu tiên diễn ra vào ngày 10 tháng 10 năm 1926. Bảo tàng này được thành lập theo khởi xướng của Hiệp hội Trường học Ba Lan và Felicja Rymarkiewicz nhũ danh Morzyckie. Trụ sở ban đầu của bảo tàng là một lâu đài cũ đã được tái thiết thành một cung điện vào giữa thế kỷ 19. Sau gần mười năm hoạt động, các bộ sưu tập khảo cổ học, dân tộc học, lịch sử và tự nhiên của bảo tàng được chuyển đến trụ sở mới là tòa nhà của nhà thờ cũ trên phố Ngoại ô Kraków. Vào ngày 12 tháng 5 năm 1936, tên của Nguyên soái Józef Piłsudski được đặt cho bảo tàng. Trong Chiến tranh thế giới thứ hai, tất cả các bộ sưu tập của bảo tàng bị mất.
Bảo tàng Vùng Wieluń tái hoạt động vào năm 1964 theo khởi xướng của Stanisław Tadeusz Olejnik. Trong những năm đầu hoạt động, bảo tàng bố trí triển lãm bên trong hai căn phòng của tòa nhà ở số 9 phố Narutowicz. Năm năm sau, các bộ sưu tập của bảo tàng được chuyển đến trụ sở hiện tại, tòa nhà này trước đây là tu viện của các Nữ tu Bernardine. Bảo tàng ra mắt cuộc triển lãm đầu tiên trong trụ sở mới vào ngày 1 tháng 10 năm 1969.